# SN 1006
SN 1006 is de benaming voor de helderste supernova die ooit is geregistreerd. Deze supernova vond plaats op een afstand van ongeveer 7200 lichtjaar verwijderd van de Aarde, en werd door diverse beschavingen over de hele wereld beschreven in het jaar 1006 (juliaanse kalender). Het was het helderste hemellicht in de beschreven geschiedenis, met een geschatte −7.5 aan visuele magnitude.
De supernova was te zien in het sterrenbeeld Lupus en werd waargenomen op 30 april en 1 mei 1006. Het verschijnsel is beschreven door astronomen in China, Egypte, Irak, Japan, Zwitserland en mogelijk Noord-Amerika.
SN 1006 was waarschijnlijk van het type Ia: een zeldzaam type supernova veroorzaakt door massaoverdracht binnen een dubbelster.